# Bennettisca
Bennettisca is een geslacht van vliesvleugeligen uit de familie van de Encyrtidae. De wetenschappelijke naam van dit geslacht is voor het eerst geldig gepubliceerd in 1980 door John Noyes.

## Soorten
Het geslacht Bennettisca omvat de volgende soorten:
- Bennettisca agron Noyes, 2004
- Bennettisca amynas Noyes, 2004
- Bennettisca avensis Noyes, 2004
- Bennettisca flavigena Noyes, 1980
- Bennettisca ganyame Noyes, 2004
- Bennettisca laguna Noyes, 2004
- Bennettisca naju Noyes, 2004
- Bennettisca nambue Noyes, 2004
- Bennettisca nyuku Noyes, 2004
- Bennettisca xenophon Noyes, 2004